# Saint-Paul-de-Varces
Saint-Paul-de-Varces är en kommun i departementet Isère i regionen Auvergne-Rhône-Alpes i sydöstra Frankrike. Kommunen ligger i kantonen Vif som tillhör arrondissementet Grenoble. År 2022 hade Saint-Paul-de-Varces 2 212 invånare.

## Befolkningsutveckling
Antalet invånare i kommunen Saint-Paul-de-Varces
Referens:INSEE